# Dorfkirche Trebitz (Könnern)

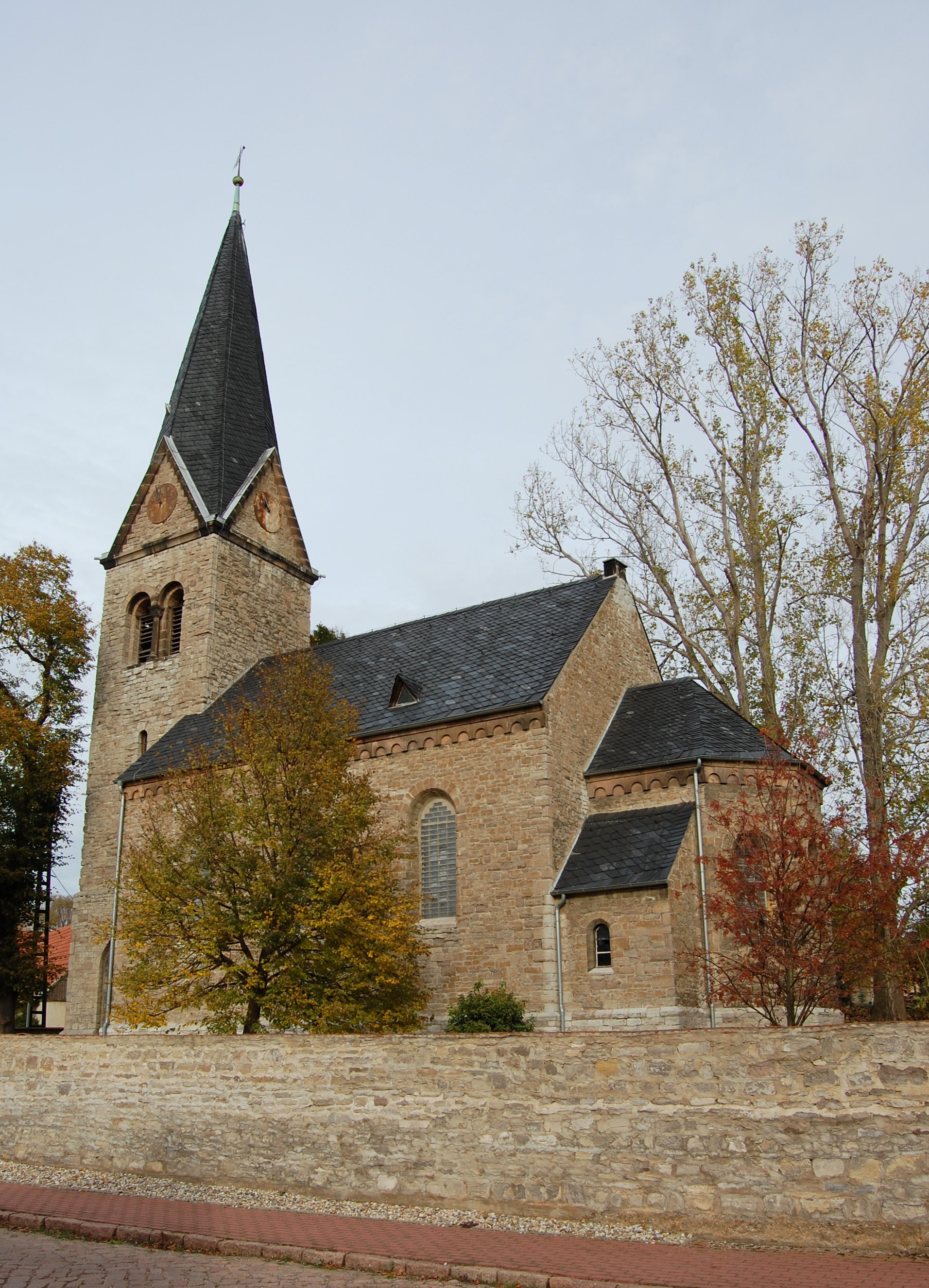
Dorfkirche in Trebitz

Die Dorfkirche ist die evangelische Kirche des zur Stadt Könnern in Sachsen-Anhalt gehörenden Dorfes Trebitz. Sie gehört zum Pfarrbereich Könnern im Kirchenkreis Halle-Saalkreis der Evangelischen Kirche in Mitteldeutschland.

## Architektur und Geschichte
Die Kirche entstand 1884 als aus Bruchsteinen errichtete Saalkirche. In das Schiff ist der an der Westseite befindliche Kirchturm einbezogen. An der Ostseite des Schiffs befindet sich ein polygonaler Abschluss.
Das Innere der Kirche wird von einer Holzbalkendecke überspannt. Die Ausstattung ist bauzeitlich. So sind Kanzel und Taufe aus dieser Zeit erhalten. Gleiches gilt auch für die Orgelempore, die von Säulen mit neogotischen Kapitellen gestützt wird. Auch die Ausmalung ist bauzeitlich.
Die zweimanualige Orgel mit 13 Registern wurde 1885 von Rühlmann gebaut. Es handelt sich laut Werkliste um das 76. Werk der Firma.
Südwestlich vor der Kirche befindet sich ein aus einem Findling bestehendes Kriegerdenkmal.